# Bartender (песня Lady Antebellum)
«Bartender» — песня американского кантри-трио Lady Antebellum. Песня, написанная участниками группы Дэйвом Хейвудом, Чарльзом Келли и Хиллари Скотт совместно с Родни Клоусоном и спродюсированная Нейтаном Чапманом, была выпущена на кантри-радиостанции Capitol Nashville 12 мая 2014 года в качестве ведущего сингла шестого студийного альбома группы 747, и в ней преобладает вокал Скотт. В музыкальное видео снялись модель Кейт Аптон и актёр сериала «Вице-президент»/«Замедленное развитие» Тони Хейл. Песня появилась на iTunes на следующей неделе, 19 мая 2014 года. В первую неделю на радио «Bartender» стала второй по количеству добавляемых песен (72) после «Small Town Throwdown» Брэнтли Гилберта при участии Джастина Мура и Томаса Ретта.

## Живые выступления
Lady Antebellum дебютировали с песней в финале тринадцатого сезона шоу American Idol 21 мая 2014 года. Два дня спустя, 23 мая, они исполнили её в программе Good Morning America. Они также исполнили «Bartender» на Late Show with David Letterman и на церемонии вручения наград CMT Music Awards 2014 4 июня 2014 года. Они исполнили «Bartender» на фестивале CMA: Country’s Night 5 августа 2014 года. 30 сентября 2014 года трио исполнило песню на Today Show.

## Отзывы
Мэтт Бьорк из Roughstock оценил песню на четыре звезды из пяти и положительно отозвался о «свежем, новом звучании», которое исследует группа. «Песенная природа [бриджа и припева „Bartender“] придаёт песне остроту и делает её той песней, которая всегда должна была стать продолжением „Need You Now“», — сказал Бьорк. «„Bartender“ открывает новую и захватывающую главу в карьере Lady Antebellum и даёт нам повод для настоящего ожидания их продолжения после прошлогоднего альбома „Golden“». Мелинда Ньюман из HitFix поместила «Bartender» на 4-е место (из 21) в рейтинге лучших летних песен 2014 года по версии сайта, написав, что «жизнерадостная мелодия и давняя традиция пить, чтобы забыться, не говоря уже о банджо в конце, делают эту композицию слишком весёлой, чтобы быть унылой».

## Музыкальное видео
Музыкальное видео было снято Шейном Дрейком и впервые представлено на Today Show 19 июня 2014 года. В нём также снялись модель Кейт Аптон и актёр сериала «Вице-президент»/«Замедленное развитие» Тони Хейл.

## Позиции в чартах
| Чарт (2014—2015)                    | Высшая позиция |
| ----------------------------------- | -------------- |
| Канада (Billboard Canadian Hot 100) | 29             |
| Канада (Billboard Country)          | 1              |
| США (Billboard Hot 100)             | 31             |
| США (Billboard Country Airplay)     | 1              |
| США (Billboard Hot Country Songs)   | 4              |
| США (Billboard Adult Pop Airplay)   | 25             |

| Чарт (2014)                        | Позиция |
| ---------------------------------- | ------- |
| Канада (Canadian Hot 100)          | 82      |
| США (Billboard Hot 100)            | 81      |
| США (Country Airplay, Billboard)   | 18      |
| США (Hot Country Songs, Billboard) | 7       |

## Сертификации
| Регион                                                       | Сертификация | Продажи   |
| ------------------------------------------------------------ | ------------ | --------- |
| Канада (Music Canada)                                        | Платиновый   | 80 000*   |
| США (RIAA)                                                   | Платиновый   | 1,118,000 |
| * Данные о продажах приведены только на основе сертификации. |              |           |